# NGC 395
NGC  395 es un cúmulo abierto ubicado en la constelación de Tucana. Fue descubierto el 1 de agosto de 1826 por James Dunlop. Dreyer lo describió como "muy débil, bastante grande, redondo, gradualmente un poco más brillante en el medio".